# Отмена крепостного права на территории Курземе, Видземе и Латгалии

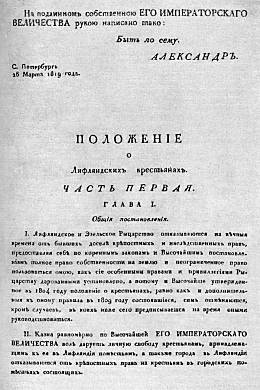
Первая страница Положения о лифляндских крестьянах (1819 г.).

Отмена крепостного права или освобождение крестьян в Остзейском крае (нем. Freilassung des Bauern-Standes, латыш. Dzimtbūšanas atcelšana Latvijā) произошли на территории Латвии и Эстонии в XIX веке. В 1817 году было отменено крепостное право в Курляндской губернии, в 1819 году — в Лифляндской губернии, в 1861 году — в Латгалии. Крестьяне стали лично свободными людьми, но земля осталась у помещика вместе со строениями. Крестьянин мог использовать землю на основе договора аренды, причём минимальный срок аренды не оговаривался законом, что давало помещикам полные права. Крестьяне также были лишены части своего движимого имущества, поскольку было определено, что минимум, необходимый для выполнения барщины (инструменты, телеги и т. д.), является неотъемлемой частью строения. С личным освобождением было введено так называемое время барщины, которую все крестьяне обязаны были отрабатывать на помещичьей земле взамен на право пользования предоставленных им наделов. Такая ситуация продолжалась до 1867 года в Курляндии и до 1868 года в Лифляндии: с этого времени крестьян обязали платить за аренду домов деньгами, но не отрабатывать время на помещичьих полях.
Ещё до Первой мировой войны 48 % всех сельскохозяйственных земель принадлежало примерно 1300 помещикам и около 40 % — крестьянам.

## История крестьянского вопроса
В Ливонской конфедерации крестьяне, жившие на землях, принадлежавших помещичьим имениям, сохраняли личную свободу и самоуправление, но были вынуждены выполнять военные и гражданские повинности и платить налоги. После разрушений, нанесенных Ливонской войной, политическое влияние и власть владельцев поместий над крестьянами возросли. После того, как часть Ливонии попала под власть Речи Посполитой, большинство крестьян лишились личной свободы и стали «движимой» собственностью дворян.
Однако личную свободу сохранили свободные крестьяне (лейманы Ливонии и куршские короли), а также жители городов. В Курляндии жители семи деревень Курземе (Лонини, Плини, Калеи, Зиемели, Виесалга, Саусгале и Драгуни) получили от магистров Ливонского ордена особые ленные грамоты. С юридической точки зрения куршские короли почти ничем не отличались от дворян, они не платили податей, не отрабатывали барщину и полностью распоряжались землёй, которую обрабатывали сами или с помощью наёмного труда. Как и дворяне, куршские короли имели право на рыбную ловлю, охоту и устройство мельниц, а также на собственные гербы.

## Освобождение крестьян в Курземе и Видземе
Во времена Просвещения во многих странах Европы усилились требования отмены крепостного права. Ещё в 1792 году Гарлиб Меркель призвал русскую императрицу Екатерину Вторую освободить крестьян Лифляндии. В 1797 г. в Лейпциге вышла книга Г. Меркеля «Латыши, особенно в Лифляндии, в конце философского века». В октябре 1802 года в окрестностях Вольмара произошли массовое Каугурское восстание, которые было подавлено только с помощью войск. После исследования причин крестьянского восстания в 1804 году был издан новый закон, «Положение о лифляндских крестьянах», в котором определялось, что крестьяне разделены на две категории: дворовых и хлебопашцев. Последних помещик не имел права дарить, продавать, закладывать без земли, на которой они жили. Было определено, что они отвечают по закону перед правлением волости, а не лично перед помещиком. Закон определил статус крестьян, и была реформирована судебная система (волостной суд, земский суд, губернский суд). Однако помещики саботировали выполнение этого закона  и добились дополнений в свою пользу дополнений (1809), которые сделали возможным захват помещиками крестьянских земель. Одновременно они определяли размер оплаты труда батраков и ограничили барщину 12 часами в день.
После отражения вторжения в Курляндию армии Наполеона в 1812 году, в 1814 году российский император Александр I приказал генерал-губернатору Лифляндии Филиппу Паулуччи создать комиссию по улучшению правового статуса курляндских крестьян. В том же году Г. Меркель представил на конкурс, объявленный Вольным экономическим обществом в Санкт-Петербурге, экономическое рассмотрение преимуществ использования свободных крестьян по сравнению с работой крепостных, что подготовило почву для отмены крепостного права в прибалтийских губерниях.
После долгих дебатов в апреле 1817 года Курляндский ландтаг принял решение об освобождении крестьян, которое было утверждено 25 августа 1817 года и объявлено на торжественной церемонии в присутствии императора Александра I 30 августа 1818 года в Митау. Закон об освобождении крепостных Курляндии формально предоставил личную свободу и свободу передвижения для 300 000 человек. 26 марта 1819 г. был принят аналогичный закон, разработанный Лифляндским ландтагом, обнародованный 6 января 1820 г. в Риге и на Эзеле. Однако отмена крепостничества была постепенной, был установлен так называемый временный статус. После освобождения крестьян предусматривалось также изменение низшей административной структуры.
После освобождения в течение 3 лет крестьянам не разрешалось покидать границы своей церковной общины, а в следующие 3 — границы волости. Только в 1832 году в Юрьев день крестьяне получили право менять место жительства в пределах своего уезда, но в Курляндии до 1848 года крестьянам не разрешалось селиться в городах.
После освобождения крестьян в 1820 году Меркель опубликовал очерк, посвященный Александру I, «Вольные латыши и эстонцы». За это, как и за другие произведения, посвященные освобождению крестьян, монарх наградил автора пожизненной пенсией в размере 300 рублей серебром.

### Применение законодательства
Новые законы о крестьянах, при сохранении права собственности на землю за помещиками, не установили приемлемых для крестьян условий ни для приобретения земли, ни при заключении договоров её аренды, оставив более выгодное и доминирующее положение за помещиками. При этом с землевладельцев были сняты все обязанности помогать свободному крестьянину в голодные годы или платить за него подати, да и в целом заботиться о выполнении его государственных повинностей, как это было раньше.
Согласно § 6 «Учреждения о Курляндских крестьянах» им давалось право «приобретать недвижимое имение в собственность согласно положению о крестьянах», однако § 4 «Положения для непременного состояния крестьян Курляндской губернии» давал крестьянину право собственности на землю только в пределах, дозволенных земскими узаконениями неприродным жителям края. По «Положению о Лифляндских крестьянах» (§ 54) тем давалось право приобретать в собственность недвижимое имение, кроме дворянского поместья.
Право купить землю для крестьян было эфемерным, несмотря на то, что император Николай I учредил Крестьянский банк, которому поручалось выдавать ссуды на эти цели. Однако это не слишком помогло. Лифляндский жандармский штаб-офицер фон Гильдебрант в письме от 7 декабря 1847 г. за № 191 на имя  начальника 1-го округа корпуса жандармов Полозова сообщал: «предположения о приобретении крестьянами земли в собственность, основанныя на учреждении сказанного процентного Банка, более хороши в теоретическом изложении, чем в применении на самом деле». Он же рапортовал шефу жандармов Орлову: «Что же касается до новой системы, основанной на учреждении крестьянского банка, предоставляющей крестьянину возможность приобретать в собственность землю, то система эта, как я уже неоднократно писал, никуда не годится, и нынешняя, подобно бывшим в 1841 и 1842 г. попытки крестьян переселиться в тёплый край, вполне подтверждают мнение мое».
Чтобы решить проблему, правительство в 1849 году и позднее издавало законы, открывавшие крестьянам возможности укрепить своё хозяйство. Например, было установлено, что крестьянскую землю нельзя вернуть в поместье, её нужно или продать новому владельцу, или сдать в аренду.
Крестьяне, которым повезло в работе и они смогли накопить деньги, чтобы выкупить землю и дом, позже стали называть «старохозяевами». В период бурного развития капитализма в остзейских губерниях (1880—1895) усугубилось социальное расслоение латышского и эстонского крестьянства, которое стремительно «обатрачивалось». Так, в Эстляндии к батракам принадлежало 60-66 % крестьянства, они составляли 72,5 % населения, а зажиточному крестьянству (15,4 % населения) принадлежало 70 % земли. Оплата труда батраков была очень низкой: мужчина в Феллинском уезде Эстляндской губернии получал 65 - 90 рублей в год, женщина — 35 - 50 рублей. Положение в других уездах было аналогичным.

## Освобождение крестьян в Латгалии
Уже в ноябре 1819 г. состоялось собрание дворян Динабургского уезда, на котором было решено учредить комитет по реформе положения крестьян Витебской губернии. Это решение подписали маршал Режицкого уезда и владелец поместья Дагда Казимир Буйницкий, четыре графа Платер-Зиберга, владелец мызы Вишкен фон дер Мол и другие. Казимир Буйлицкий был одним из авторов проекта освобождения крестьян. 7 марта 1820 года комиссия по упразднению крепостного права была утверждена, но в ходе её работы началось противодействие намеченным реформам, которое возглавил владелец Эверсмуйжи М. Карницкий. Таким образом, латгальские округа не присоединились к отмене крепостничества в Прибалтийских губерниях.
Латгалия входила в Витебскую губернию, где крепостничество было отменено только в 1861 году 19 февраля, когда император Александр II подписал Манифест об отмене крепостного права. После упразднения крестьяне стали лично свободными людьми, но помещики сохранили за собой право собственности на свои имения, а крестьяне приобрели землю, которую они имели, в личное пользование до окончания выкупных платежей. В 1861 году крепостное право было упразднено для крестьян частных усадеб, а 24 сентября 1866 года по закону были освобождены и государственные крестьяне.
В 1862 году в Петербурге были изданы законы о свободных крестьянах, переведенные на латгальский язык Густавом фон Мантейфелем — Nulikszonas ap ziemnikim izgojuszym nu dzymtigas pidareszonas (Nolikšanas ap zemniekiem izgājušiem no dzimtīgas piederēšanas).